# Harmath Ida
Harmath Ida (Ungvár, 1837 – Pest, 1863. augusztus 19.) énekesnő, Szilágyi Béla színész első felesége.

## Életútja
Szülei vándorszínészek voltak. Atyja Harmath Sándor (1799–1868), anyja Pénteki Rózsi, primadonna. Húga: Bényei Istvánné Harmath Emma. Tehetsége hamar fejlődött. Első fellépése Pécsett volt, 1856-57-ben; naivaszerepeket játszott előbb. Közben férjhez ment. 1857. augusztus 5-én fellépett a Nemzeti Színházban, majd újra 1859. október 2-án, a Nagyapó című népszínmű Bojthy Zsuzsi szerepében. Hegedűsné halála után az intézethez szerződtették, ahol mindenkor szép sikerei voltak. Halálát tüdőgümősödés okozta. Koporsója felett Feleky Miklós elszavalta Ecsedi Kovács Gyula gyászkölteményét. 1864. augusztus 15-én volt a sírkőleleplezése, melynek ez a felirata: "E sír felett A művészet kesereg, Mint a virág, Lehajtott fővel Üdítő cseppjét Ha ég szívá fel. Kelyhében gyöngy volt, S hogy Ida megholt, Az égből jött Harmat — visszaköltözött."

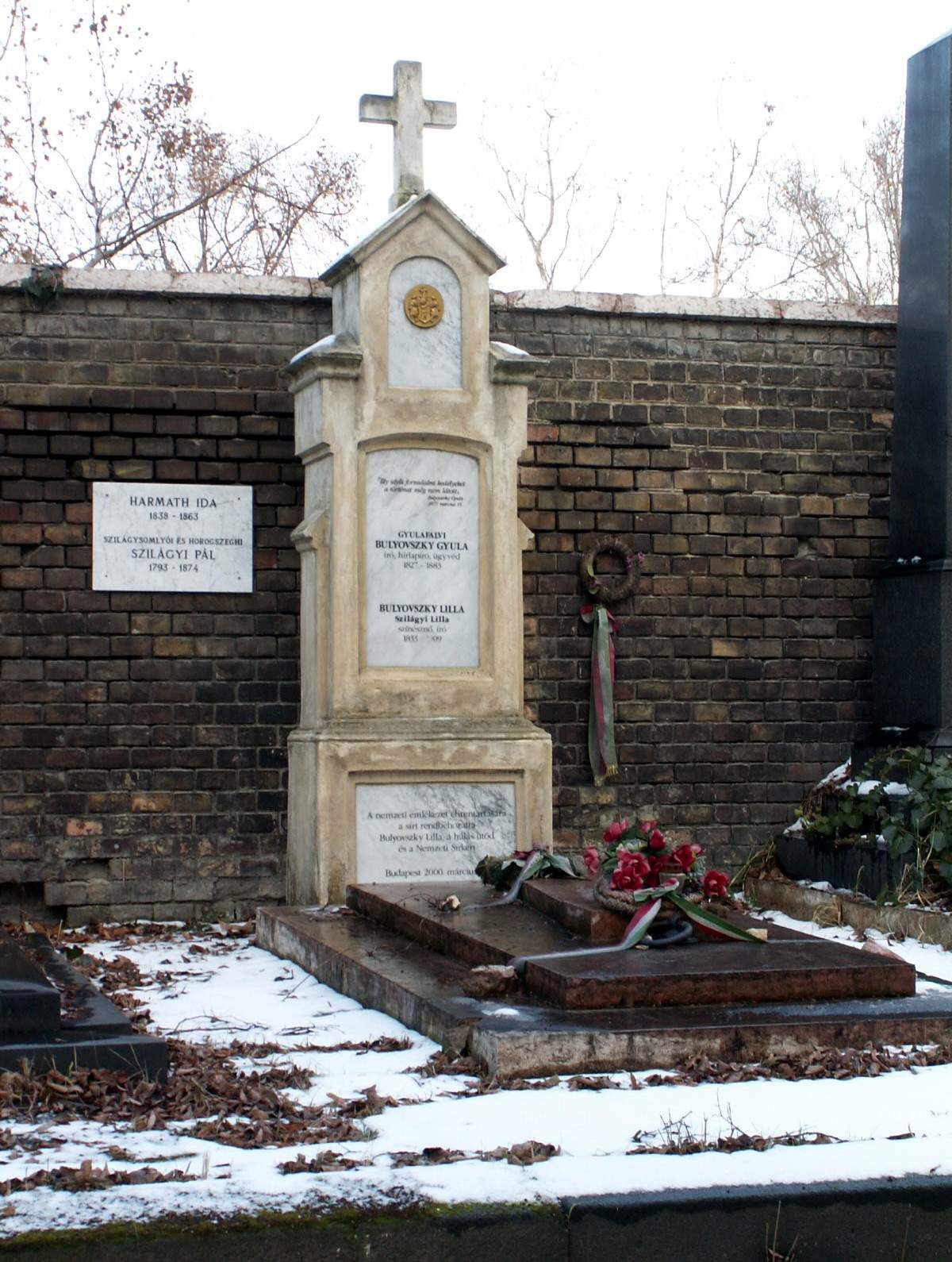
Nyughelye a Fiumei úti sírkertben, 2008-ban. (Bal oldali falsírboltok, B/302)